# 田中義剛のオールナイトニッポン
田中義剛のオールナイトニッポン（たなかよしたけのオールナイトニッポン）は、ニッポン放送制作の深夜放送、オールナイトニッポンで放送されていたラジオ番組。
1987年7月4日から1989年4月8日まで、土曜2部（毎週土曜日深夜27:00～29:00）においてNRN系19局ネットで放送されていた。

## 概要
パーソナリティを務めた田中義剛は、以前より北海道では歌手、シンガーソングライター、また、ラジオパーソナリティとしても『アタックヤング』『サンデージャンボスペシャル』（いずれもSTVラジオ）で、それなりに名を馳せたローカルタレントであった。しかし、全国区にはまだ到底及ばずにいた。オールナイトニッポン出演は田中にとって東京、全国に進出するきっかけの一つとなったものでもあった。
番組のキャッチフレーズは「真夜中のカウボーイ 田中義剛のオールナイトニッポン」。その本人のタイトルコールも「オールナイトヌッポン」と訛っていたようなものが特徴的だった。1部と違って2部にスポンサーは無かったが、オープニングでは毎回「以上各社の協賛で、全国の田舎者を結んでお送りします」と言っていた。なお田中は本番組が始まっても東京に移り住むようなことはせず、毎週放送のある日に札幌から東京に来て、放送が終わると、当時レギュラーだった『サンデージャンボスペシャル』の出演のためにすぐ札幌に戻るという生活をしていた。ただ「出演料は一回3万円」だったものの交通費は出なかったため、この時から赤字生活となり、住んでいた札幌のアパートは電気もガスも水道も費用が払えず全て止められたという。
1987年のある日の放送で、局内に偶然居た高井麻巳子を無理矢理連れ込んでゲスト出演させたこともあった。
最終回当日は当時土曜日1部担当だった松任谷由実がいつも放送に使っていたレッドスカイスタジオを譲ってもらい、生放送に挑んだ（松任谷は隣のブルースカイスタジオを使用した）。自分の持ち歌や「人間なんて」などをカバーして弾き語りで数曲歌い、みのや雅彦や、田中の高校の後輩で本番組では八戸亀として出演していた十日市秀悦らがゲスト出演、番組の思い出話や田中の高校生時代などを語りながら番組を締めくくった。

## 番組開始までの経緯
本番組が始まる前、1987年1月29日放送の『お笑い新人類大集合!』（当時ビートたけしがフライデー襲撃事件を起こして『ビートたけしのオールナイトニッポン』の出演を自粛したため、たけしの代役パーソナリティのオーディションとして高田文夫が行っていた穴埋め企画）に田中がたけしの代役候補の一人として出演することになった。
このとき、本来田中も東京で番組に出演するはずだったが、当日昼間に札幌で「ヤングハート」（当時STVラジオが主催していたアマチュアバンドのコンテスト）の司会をしていたところ、これの時間が延長して搭乗予定の飛行機に乗れず東京に行けなかったことからSTVからの中継出演となった。
その出演では、田中の声が東京のニッポン放送側に届いていないふりをされた挙句、高田が開口一番「聴こえてら、バカヤロ」となじられるところから始まって「STVのディレクターは熊で、鮭咥えながらキュー振ってるのか?!」「今、何時ですかー」と時差を聞かれたり、事前情報無しで無理やり曲紹介させられたり（池田聡「ジェラシー」のみ正解だった）、田中の曲がかかっているのに中継を強制終了されるなどパーソナリティオーディションとは思えない内容であった。終始、田中の悲愴な受け答えを面白がる（あるいはバカにする）ように受け取れる高田のツッコミに逆らう術もなく、翻弄されるがままに持ち時間を費消してこの日を終えた。
しかし、深夜にもかかわらず放送中からニッポン放送及び地元のSTVラジオに抗議の電話が殺到したほか、後日某新聞の読者投稿欄にリスナーからの「地方差別だ。オールナイトニッポン」等と糾弾する内容の投稿まで載ったことでニッポン放送編成部内でにわかに問題化。結局高田を交えて協議した結果、田中に対する慰謝のような形としてオールナイトニッポンのパーソナリティとして起用することで話がまとまり、本番組のスタートに至ったという。
なお、この番組以外でも高田と田中は「月刊ラジオパラダイス」の中で「ラジオでなしくずし」という連載を二人で持つようになるなど、以後の遺恨は残っていない。また、田中はたけし本人とも交流を持つ事になって、たけしの出演（高田が構成）のバラエティ番組に幾たびも出演。「世界まる見え!テレビ特捜部」ではレギュラーの座を担うようになった。
- （出典：[3]）

## 主なコーナー
ニュー田舎モノ宣言
ただの田舎者ではなく「ニュー田舎者」として格好良く生きようというコンセプトの下、「都会人」「田舎モノ」「ニュー田舎モノ」の三段落ちでネタを募集していた。コーナーテーマ曲は守屋浩の「僕は泣いちっち」。
真夜中の通信販売
十日市秀悦が八戸亀として出演していたコーナー。
吉幾三コーナー
吉幾三みたいな田舎者を紹介して笑うというコーナー。
全国スクールティーチャージョーク合戦
学校の先生の変な駄洒落やジョークを紹介。
うわさのローカル三面記事
こいつはすごいのコーナー
日本一のインチキ野郎 高橋君のコーナー
新聞などに載っているインチキそうなネタ、話題を募集していた。このコーナーが出来たきっかけは、ある日の当番組の放送終了後、当番組の構成作家の高橋裕幸（元祖爆笑王）のアパートに田中が泊まりに行った時に、そこの部屋にクーラーが無いので扇風機を点けて寝たが、少し経って「どうも暑い」と寝苦しく、扇風機を見たらたった10分でタイマーが切れるようになっていて、既に扇風機は止まっていた。こういったことから後日の放送で「高橋君はセコい奴だ」といったことを話したところ、他のリスナーからも「自分の周りにもセコい奴がいる」といった投書が来るようになったことだった。
恋愛講座
格言コーナー
他
- （出典：[4][1]）

## 番組イベント
これらの企画はいずれも生放送で行われた。
- 旅は牛づれ大放送（1988年6月18日深夜）[7]

「青春の牛」という企画から派生した形で、牛の種付け免許を持っている田中が自ら種付けして生まれた子牛の「牛（ギュー）ミンちゃん」（土曜1部のパーソナリティだったユーミンの愛称にあやかり、もじった名前）をリスナーにプレゼントするというものだったが、その前に夜の六本木を引き連れて歩こうということになり、地下1階のカラオケスナックにその牛まで入れて田中が吉幾三の「雪國」を歌うということもあった。なお、「牛ひとなで10円」として牛を撫でるのは有料のイベントだった。
- 新宿フォークゲリラ（1988年12月2日深夜）[9]

新宿アルタ前に田中とリスナーが集合し、フォークソングをみんなで歌おうという企画。集まったリスナーは地方から来た人が多かったという。五つの赤い風船の「遠い世界に」を歌った他、大学受験二浪生のリスナーが「ニローズ」と称され、「戦争を知らない子供たち」（ジローズ）の替え歌「合格を知らない子供たち」を合唱したということもあった。その後新宿二丁目のオカマバーへ移動、その店内から生放送するつもりが電波が届きにくいということになって駐車場に停めていた中継車から放送ということになった。途中「これで放送やってんのか」などと突っ込みながら、高田文夫とアナウンサーの波多江孝文が飛び入り出演したということもあった。

## スタッフ
- ディレクター - 加藤晋
- 放送作家 - 原田興治（高田文夫事務所）、高橋裕幸（＝元祖爆笑王、高田文夫事務所）

## 放送されていた局
| - ニッポン放送 - STVラジオ - 青森放送☆ - 岩手放送☆ - 山形放送☆ | - 新潟放送 - 信越放送☆ - 福井放送 - 静岡放送☆ - 中部日本放送☆ | - KBS京都 - 和歌山放送 - 四国放送☆ - 西日本放送 - 南海放送☆ | - 高知放送 - KBCラジオ - 長崎放送☆ - 熊本放送☆ |

（☆ - 当時、2部は土曜日のみ放送していた局）